# پیپت صورتی
 پیپت گلگون یا پیپت صورتی با نام علمی Anthus roseatus پرنده‌ای از راستهٔ گنجشک‌سانان، تیرهٔ دم‌جنبانکان و سردهٔ پیپت‌هاست که در افغانستان، بنگلادش، بوتان، پاکستان، چین، هندوستان، کره جنوبی، میانمار، نپال، تایلند و ویتنام یافت می‌شود.